# Nepalolepta
Nepalolepta is een geslacht van kevers uit de familie bladkevers (Chrysomelidae).
De wetenschappelijke naam van het geslacht werd in 1992 gepubliceerd door Medvedev.

## Soorten
- Nepalolepta carinata Medvedev, 1992